# Jentilzubi
Jentilzubi est le mot basque désignant le « pont des Jentilak » (gentils dans le sens « païens ») dans la mythologie basque. Selon la légende, le pont a été construit par les Gentils, pour passer d'un côté à l'autre.
Il s'agit aussi d'une arche naturelle rocheuse proche de la grotte de Balzola, à Dima, en Biscaye. L'érosion a creusé dans la roche calcaire constituant le ravin de Kobalde,.

## Étymologie
Zubi signifie « pont » en basque. Le suffixe « -a » désigne l'article : zubi-a se traduit donc par « le pont ». Le suffixe « -eta » indique la coordination + l'article. Ainsi zubi-eta se traduit par « et le pont » (comme le village navarrais Zubieta).

## Légende
De nombreuses histoires mythologiques et légendes ont été enregistrées dans les environs de Baltzola. Selon ces légendes, les Gentils étaient des gens précieux qui vivaient dans les montagnes autour de Baltzola. On dit qu'un de leurs passe-temps était de lancer des pierres très loin et qu'ils auraient enseigné beaucoup de choses aux gens, comme semer du blé ou travailler le fer. 
Il n'est pas rare d'entendre dire que les Jentilak vécurent dans les cavernes voisines et qu'en passant par le pont Jentilzubi, ils se rendaient au mont Urrusti. À quelques mètres au sud du pont, sur le flanc de la montagne, s'ouvre l'abri d'Axlor. Il contient un gisement préhistorique datant de l'époque moustérienne.
Julien Vinson relate « deux intéressantes légendes locales basques "Jentil zubi" et "Los Irachus". Elles ont une allure originale; mais la forme n'est évidemment pas rigoureusement authentique. La première est relative à une sorte de pont formé par deux énormes rochers au-dessus d'un précipice, dans la montagne d'Urkiola. Des campagnards surpris par la tempête avaient voulu se réfugier dans une grotte habitée par un être redoutable; pour les punir de leur audace, celui-ci avait lancé sur eux les deux rochers dont les avait préservés la protection de Saint Antoine. L'autre légende aurait eu pour théâtre un certain point de la route de Mundaka à Bermeo ; une jeune fille y aurait, par une faveur spéciale de la Sainte-Vierge, assisté à la revue diabolique d'un troupeau de cochons merveilleux qui portaient une lanterne au cou, passée par un nain, et elle aurait réussi à enfermer et elle aurait réussi à enfermer le nain dans une grotte, et à faire mettre à mort par les gens de son village tous les cochons qui revenaient le matin dans leur habitation du jour »